# Sebelio Peralta Alvarez
Sebelio Peralta Alvarez (ur. 19 września 1939 w Borja, zm. 19 listopada 2014) – paragwajski duchowny katolicki, biskup San Lorenzo w latach 2009-2014.

## Życiorys
Święcenia kapłańskie przyjął 19 grudnia 1964 i uzyskał inkardynację do diecezji Villarica. Był m.in. rektorem niższego seminarium oraz diecezjalnym duszpasterzem powołań.
3 marca 1979 papież Jan Paweł II mianował go biskupem pomocniczym diecezji Villarica i nadał mu biskupstwo tytularne Iunca in Mauretania. Sakry biskupiej udzielił mu 1 maja 1979 ówczesny ordynariusz tejże diecezji, bp Felipe Santiago Benítez Avalos. 19 grudnia 1990 został mianowany następcą bp. Beniteza na stolicy w Villarica.
27 grudnia 2008 otrzymał nominację na biskupa San Lorenzo, zaś 1 marca 2009 kanonicznie objął urząd.
Zmarł na serce 19 listopada 2014.